# Para Judo

Para Judo Piktogramm

Para Judo (Paralympisches Judo) ist eine Variante von Judo für Menschen mit Sehbehinderung. Die Regeln unterscheiden sich nur geringfügig von regulären Judo-Wettkämpfen. Es ist ein Wettbewerb der Paralympischen Spiele, seit  1988 für Männer und seit 2004 auch für Frauen.

## Regeln
Para Judo Wettkämpfe werden nach den Regeln der International Judo Federation (IJF) ausgetragen, mit einigen Anpassungen der  International Blind Sports Federation (IBSA). Der größte Regel-Unterschied ist, dass die Judoka den Wettkampf ausgehend von einem losen Griff in Judo-Anzug (Judo-Gi) beginnen. Geht der Kontakt verloren, kehren die Wettkämpfer auf das Kommando "mate" (Stop) zurück in die Mitte und greifen erneut. Dies wird auch als Kumi-kata bezeichnet.

## J1 / J2
Die IBSA teilte ab Dezember 2021 Para Judo in die zwei Startklassen J1 (blind) und J2 (sehbehindert) auf.